# Acasta rimiformis
Acasta rimiformis is een zeepokkensoort uit de familie van de Balanidae.